# Manuel Gómez Morín

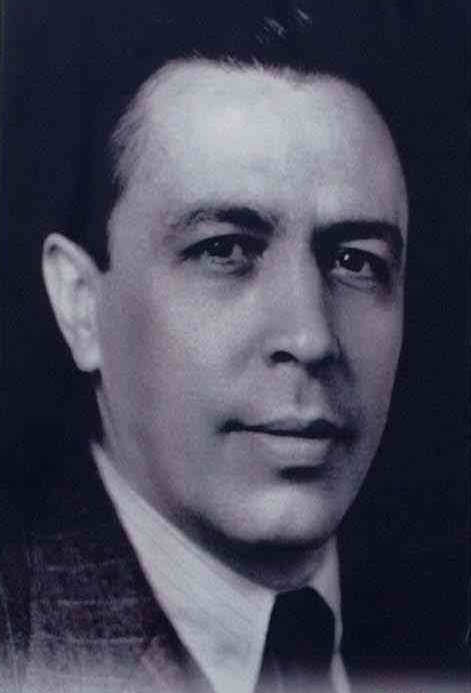
Manuel Gómez Morín

Manuel Gómez Morín (Batopilas, 27 februari 1897 - Mexico-Stad, 19 april 1972) was een Mexicaans politicus, econoom en jurist.
Gómez studeerde af in de rechten aan de Nationale Autonome Universiteit van Mexico in 1918. In 1924 huwde hij Lidia Torres Fuentes met wie hij vier kinderen kreeg. Hij was in 1925 een van de oprichters van de Banco de México, Mexico's nationale bank, en zat voor vier jaar in het bestuur. In 1933 was hij voor een paar maanden rector van de UNAM. Een jaar later ontving hij een eredoctoraat.
In 1939 richtte hij met Luis Calderón de Nationale Actiepartij (PAN) op als reactie tegen het antiklerikale beleid van de regerende Institutioneel Revolutionaire Partij (PRI) en haar voorgangers. Gómez Morín was tien jaar lang voorzitter van die partij, die zou uitgroeien tot de belangrijkste oppositiepartij die in 2000 de macht van de PRI wist te breken. Gómez Morín overleed in 1972.
Gómez Morín geldt als een van de zeven wijzen van Mexico.
- Biblioteca Nacional de España: XX1281882
- Bibliothèque nationale de France: cb16685745s (data)
- Gemeinsame Normdatei: 142562262
- International Standard Name Identifier: 0000 0000 8202 3839
- Library of Congress Control Number: n87824206
- SNAC: w6df7zc6
- Système universitaire de documentation: 136885454
- Virtual International Authority File: 16287301
- WorldCat: E39PBJqqq6MmKmMhFkwfqwrTHC